# 頸腸肋筋
頸腸肋筋（けいちょうろくきん、英語: iliocostalis cervicis muscle）は、長背筋のうち、後頸の深層に位置する筋肉である。腸肋筋のうち、腰腸肋筋と胸腸肋筋、頸腸肋筋の3部に分けられたものの一方である。第3～第7肋骨を起始とし、内側上方に向かって走り、第4～第6頸椎横突起後結節に付着する。
脊柱の後屈、側屈を行う。